# Selysia
Selysia — рід родини гарбузових. Сюди входить чотири види витких рослин, що походять із півдня Центральної Америки та півночі Південної Америки, починаючи від Нікарагуа до Перу та північної Бразилії.
Plants of the World Online приймає рід. Дослідження 2011 року, засноване на генетиці, віднесло його до роду Cayaponia.

## Види
Розрізняють чотири види.
- Selysia bidentata Hampshire – походить із Панами та північно-західної Колумбії[3]
- Selysia cordata Cogn. – Колумбія
- Selysia prunifera (Poepp. & Endl.) Cogn. – від Нікарагуа до Перу та північної Бразилії
- Selysia smithii (Standl.) C. Jeffrey – західна Колумбія, Еквадор і Перу